# Anastácio
Anastácio ist eine brasilianische Stadt im Bundesstaat Mato Grosso do Sul in der Mesoregion Pantanal-Süd und der Mikroregion Aquidauana. In Anastácio leben etwa 24.500 Einwohner (2013) auf einer Fläche von 2.949 km ². Die Stadt wird begrenzt von den Gemeinden Aquidauana, Bonito, Dois Irmãos do Buriti, Miranda, Nioaque und Maracaju.

## Klima
Der Ort hat subtropisches Klima. Regenzeit ist in den Monaten Oktober bis April. Die Temperaturen erreichen dann Werte über 40 Grad Celsius. Während der restlichen Zeit des Jahrs gibt es oft Dürren und eine durchschnittliche Temperatur von 15 Grad. Im Jahresmittel hat die Stadt eine Durchschnittstemperatur von 27 Grad Celsius.

## Geschichte
Anastacio wurde am 18. März 1964 aus Aquidauana ausgegründet.

## Verkehr
Anastácio liegt 136 km von der Landeshauptstadt Campo Grande und 1162 km von der Bundeshauptstadt Brasília entfernt.